# Vaughn Gittin
Vaughn Donald Gittin (Joppa, 20 settembre 1980) è un pilota automobilistico statunitense, in forza alla Falken Tire Ford Racing Mustang, dove guida una Ford Mustang.
È stato campione del mondo 2010 di Formula Drift. È presente come guida del gioco con altri piloti in Need for Speed: Shift Unleashed.